# Körösztös Krizosztom
P. Körösztös Krizosztom (eredetileg: Körösztös Imre; Pécs, 1909. január 10. – Újvidék, 1944. október 28.) ferences rendi szerzetes, pap, tábori lelkész.

## Élete
Körösztös Vince pécsi hentesmester gyermekeként született. Hat évig a pécsi ciszterci gimnázium tanulója volt. 1925. szeptember 11-én belépett a Kapisztrán Szent Jánosról elnevezett ferences szerzetesi közösségbe Szécsényben, ahol novíciusi évének eltöltése után 1926-ban első fogadalmát is letette. Ünnepélyes fogadalmára 1930. december 20-án került sor Gyöngyösön, ugyanitt szentelték pappá 1932. június 19-én.
A mohácsi, majd a szécsényi ferences rendházban tevékenykedett. 1938-tól az amerikai magyarok lelki gondozását látta el. 1941-ben katonalelkészként érkezett Újvidékre és elvállalta az Újvidék mellett létesült hét bukovinai székely telep lelki gondozását.
1941-ben katonai szolgálatra hívták be, s a keleti frontra vezényelték. Frontszolgálata alatt súlyos isiászt szerzett, aminek következtében kényszertartása, külseje alapján sokkal korosabbnak nézték („öreg barát”). 1943-ban katonai szolgálatának teljesítése után Újvidéken az újonnan létesülő ferences rendház előjárója (gvardián) lett.

## Vértanúsága
1944. október 23-án szerb csapatok vonultak a városba. P. Körösztös Krizosztom a fokozódó veszély ellenére sem volt hajlandó elhagyni a várost, híveit. Ekkor hangzott el híres mondata:
Miért fusson az ártatlan? Amíg hívek jönnek a templomba, a pap nem hagyhatja el a rábízottakat!
1944. október 26-tól összegyűjtötték a város és a környék férfi lakosságát. Körösztös Krizosztom kihallgatója egy, a rendházban korábban menedéket kapott partizán volt. Fogva tartói felajánlották, hogy idős korára (ekkor 35 éves volt) és betegségére tekintettel haza mehet, de ő ragaszkodott ahhoz, hogy rendtársaival együtt maradjon. 1944. október 27-én 300 nevet olvastak fel, köztük P. Körösztös Krizosztom atyáét is, akik „Haza mehetnek, folytathatják a munkát”.  Körösztös Krizosztomot feltehetőleg ezt követően agyonverték. Sírja ismeretlen, feltehetőleg az akkori kátyi erdőben, az egykori mészárszék közelében lehet.
Több alkalommal lehetősége volt az elmenekülésre, de mindannyiszor tudatosan vállalta magyarságát, katolikus hitét és az ezzel járó következményeket: a mártíromságot és vértanúságot.

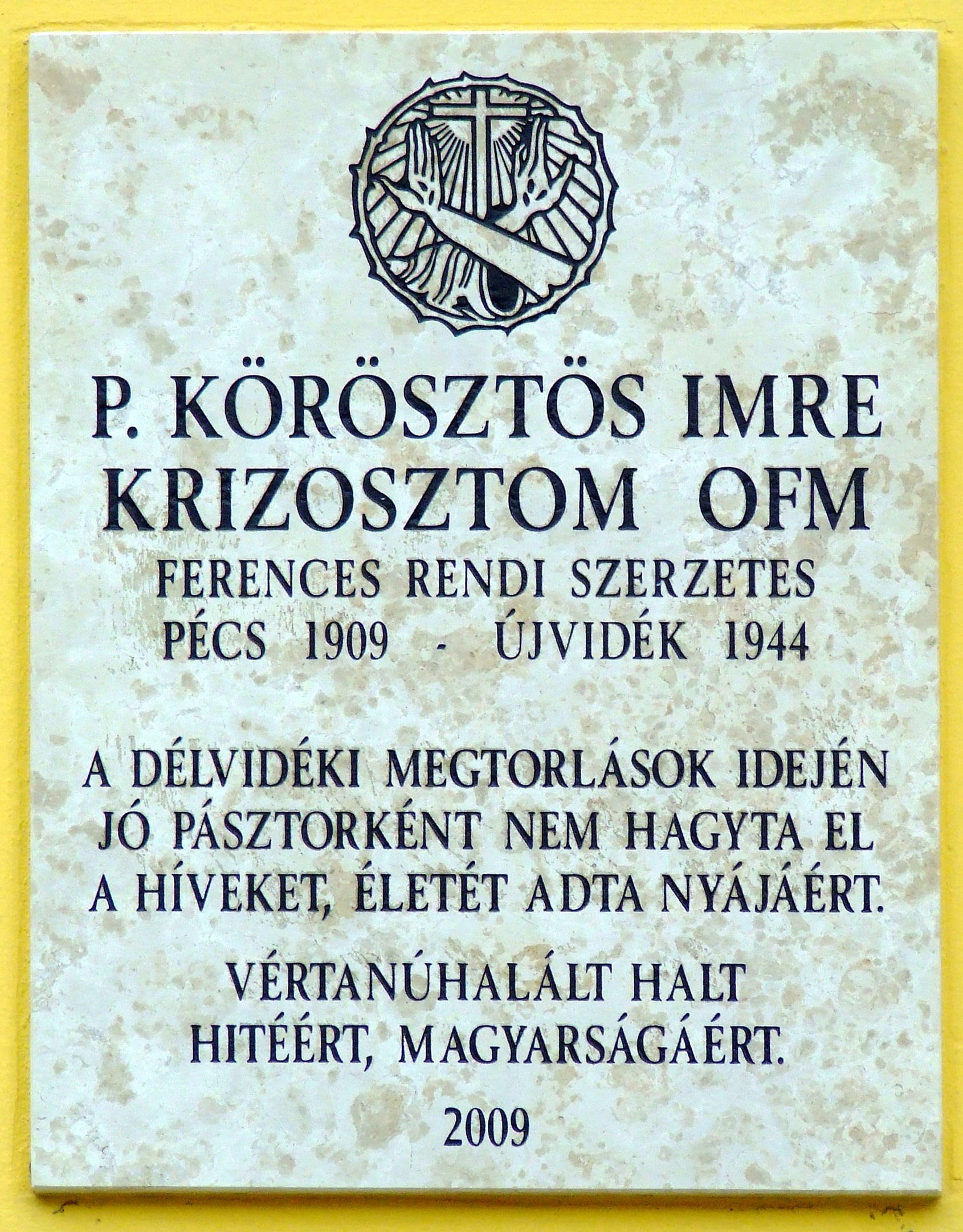
Emléktáblája Pécsett

## Emlékezete
2009. március 14-én emléktáblát helyeztek el az egykori pécsi ferences rendház falán.
2010-ben Erdő Péter bíboros felterjesztéssel fordult a Szenttéavatási Ügyek Kongregációjához, amelyben kérte a szentszéki hivatal engedélyét az egyházmegyei eljárás megkezdéséhez. 2013. augusztus 31-én lezárult a  boldoggá avatási eljárásának egyházmegyei szakasza.